# NDUFAF2
NDUFAF2 (англ. NADH:ubiquinone oxidoreductase complex assembly factor 2) – білок, який кодується однойменним геном, розташованим у людей на 5-й хромосомі. Довжина поліпептидного ланцюга білка становить 169 амінокислот, а молекулярна маса — 19 856.
| 10         |  | 20         |  | 30         |  | 40         |  | 50         |
| ---------- |  | ---------- |  | ---------- |  | ---------- |  | ---------- |
| MGWSQDLFRA |  | LWRSLSREVK |  | EHVGTDQFGN |  | KYYYIPQYKN |  | WRGQTIREKR |
| IVEAANKKEV |  | DYEAGDIPTE |  | WEAWIRRTRK |  | TPPTMEEILK |  | NEKHREEIKI |
| KSQDFYEKEK |  | LLSKETSEEL |  | LPPPVQTQIK |  | GHASAPYFGK |  | EEPSVAPSST |
| GKTFQPGSWM |  | PRDGKSHNQ  |  |            |  |            |  |            |

A: Аланін

D: Аспарагінова кислота

E: Глутамінова кислота

F: Фенілаланін

G: Гліцин

H: Гістидин

I: Ізолейцин

K: Лізин

L: Лейцин

M: Метіонін

N: Аспарагін

P: Пролін

Q: Глутамін

R: Аргінін

S: Серин

T: Треонін

V: Валін

W: Триптофан

Кодований геном білок за функціями належить до шаперонів, фосфопротеїнів. 
Локалізований у мітохондрії.